# Crouy British Cemetery
Crouy British Cemetery is een Britse militaire begraafplaats met gesneuvelden uit de Eerste Wereldoorlog, gelegen in het Franse dorp Crouy-Saint-Pierre (departement Somme). De begraafplaats werd ontworpen door Reginald Blomfield en ligt aan de Chemin du cimetière des Anglais op 900 m ten zuiden van het dorpscentrum (Église Saint-Firmin-le-Martyr). Het terrein heeft de vorm van een ongelijkbenig trapezium met een oppervlakte van ruim 1.800 m² en wordt omsloten door een natuurstenen muur. Aan de straatkant staat een vierkantig wit stenen toegangsgebouw met een open doorgang en een bolvormige dakbedekking. Centraal tegen de zuidwestelijke muur staat het Cross of Sacrifice en bij de tegenoverliggende muur staat de Stone of Remembrance.
Er liggen 775 doden begraven waaronder 280 Britten, 276 Australiërs, 179 Canadezen, 2 Indiërs en 38 Duitsers.
De begraafplaats wordt onderhouden door de Commonwealth War Graves Commission.

## Geschiedenis
De begraafplaats werd tussen april en augustus 1918 gebruikt door de 5th en 47th Casualty Clearing Stations, die naar het dorp waren gekomen wegens het Duitse lenteoffensief. In oktober 1919 werden 42 graven vanuit de kleine militaire begraafplaats van Bettencourt-Rivière naar Crouy overgebracht. Deze begrafenissen werden van mei tot augustus 1918 uitgevoerd door de 12th, de 53th en de 55th Casualty Clearing Stations van Longpré-les-Corps-Saints. Ze liggen nu in de rijen E en F van perceel IV en een deel van rij D in perceel VI. 

## Graven

### Onderscheiden militairen
- Edward William Bonneyman, kapitein bij de Argyll and Sutherland Highlanders werd onderscheiden met de Distinguished Service Order en het Military Cross (DSO, MC).
- Henry Thomas Poste, luitenant bij de Canadian Infantry werd tweemaal onderscheiden met het Military Cross (MC) and Bar).
- de majoors David William Clarkson (Canadian Infantry) en Arthur Russell St.John Moubray (Royal Garrison Artillery); de kapiteins Austin Kirk Shenton (Royal Engineers) en Albert Miichell (Australian Machine Gun Corps) en de luitenants John Huntington (Border Regiment) en Clarence Gladstone Weeks (Canadian Infantry) werden onderscheiden met het Military Cross (MC).
- onderluitenant David Bracegirdle Jones; de sergeant-majoors Aubrey Ernest Forrest, Thomas Turner Lucas en Thomas William Woolley; de sergeanten J. Holden en William Charles Harris en de soldaten Roland John Allen, Clarence Arnold Elliott, Harold Riddell en William Waterson werden onderscheiden met de Distinguished Conduct Medal (DCM).
- compagnie kwartier-meester Alfred James Robert Taylor en sergeant Richard Henry Ritter, beide van de Australian Infantry, A.I.F. werden onderscheiden met de Meritorious Service Medal (MSM).
- nog vijfentwintig militairen werden onderscheiden met de Military Medal (MM).

### Minderjarige militairen
- Leslie Ahkewenzie en Donald Graham Johnston, beide soldaat bij de Canadian Infantry waren 17 jaar toen ze sneuvelden op 8 augustus 1918.

### Aliassen
Er liggen 8 militairen die onder een alias dienst namen.
- soldaat Peter McIntosh als J. Marshall bij de Australian Infantry, A.I.F..
- soldaat William Edward Veitch als William Edward Beach bij de Australian Infantry, A.I.F..
- soldaat Henry Walter Proctor als Henry Walter Mason bij de Australian Infantry, A.I.F..
- kanonnier Frederick Payne als F. James bij de Royal Garrison Artillery.
- soldaat W. Renfrey als W. Humphreys bij de Duke of Cornwall's Light Infantry.
- soldaat John Reid als John Hoover bij de Canadian Infantry.
- soldaat Arthur Alexander Phefley als Arthur Alexander Anderson bij de Australian Infantry, A.I.F..
- soldaat W.J.A. Cheesley als W. Bailey bij het Australian Machine Gun Corps.